# Mike Cooney

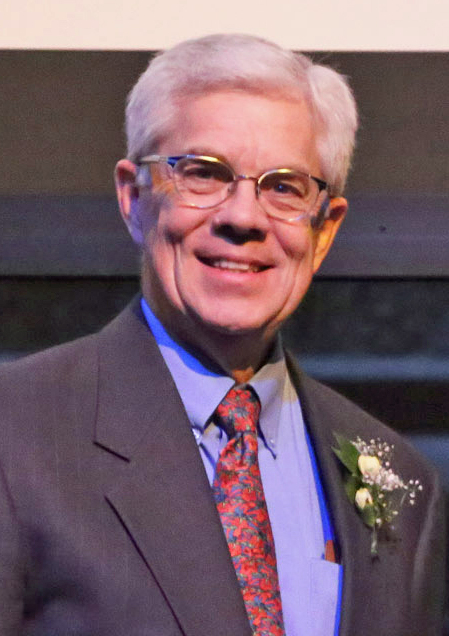
Mike Cooney (2017)

Michael R. „Mike“ Cooney (* 3. September 1954 in Washington, D.C.) ist ein US-amerikanischer Politiker. Von 2016 bis 2021 war er Vizegouverneur des Staates Montana. Zuvor bekleidete er diverse andere politische Ämter in Montana.

## Werdegang
Michael Cooney wurde zwar in Washington DC geboren, entstammt aber einer Familie, die schon seit vier Generationen in Montana ansässig ist. Sein Großvater Frank Henry Cooney (1872–1935) war zwischen 1933 und 1935 der neunte Gouverneur von Montana. Er wuchs in Butte auf, wo er im Jahr 1972 die High School absolvierte. Er wollte eigentlich Journalist werden und arbeitete im Jahr 1972 für einen lokalen TV-Sender. Dabei lernte er Max Baucus, den späteren US-Senator für Montana kennen, der damals für das Repräsentantenhaus von Montana kandidierte. Durch Baucus, dessen Wahlkämpfe er unterstützte, kam Cooney zur Politik. Er wurde wie dieser Mitglied der Demokratischen Partei. Gleichzeitig studierte er noch bis 1979 an der University of Montana.
Beruflich war Cooney noch während seiner Studienzeit von 1972 bis 1979 für die Firma Conney Food Brokerage tätig. Von 1977 bis 1989 gehörte er dem Stab von Senator Baucus an. Zudem saß er von 1976 bis 1980 im Abgeordnetenhaus von Montana. Zwischen 1989 und 2000 bekleidete er das Amt des Secretary of State seines Staates. Im Jahr 2000 kandidierte er erfolglos für das Amt des Gouverneurs. Von 2002 bis 2010 gehörte er dem Staatssenat an, dessen Präsident er zwischen 2007 und 2009 war. Seit 2001 arbeitete er in verschiedenen Positionen für die Staatsregierung. Bis 2006 war er als Executive Director bei der  Behörde Montana Healthy Mothers angestellt. Seit 2006 war er für das Arbeitsministerium tätig (Division Administrator, Montana Department of Labor).
Nach dem Rücktritt der Vizegouverneurin Angela McLean wurde Michael Cooney von Gouverneur Steve Bullock zum neuen Vizegouverneur von Montana ernannt. Dieses Amt trat er am 4. Januar 2016 an. Er ist damit Stellvertreter des Gouverneurs. Im Vorfeld der Gouverneurswahl 2016 wählte Bullock Cooney als seinen Running Mate aus. Die Wahl am 8. November 2016 konnten die beiden dann für sich entscheiden. Daraufhin trat Cooney im Januar 2017 eine komplette Amtszeit als Vizegouverneur an.